# Cú muỗi đuôi dài

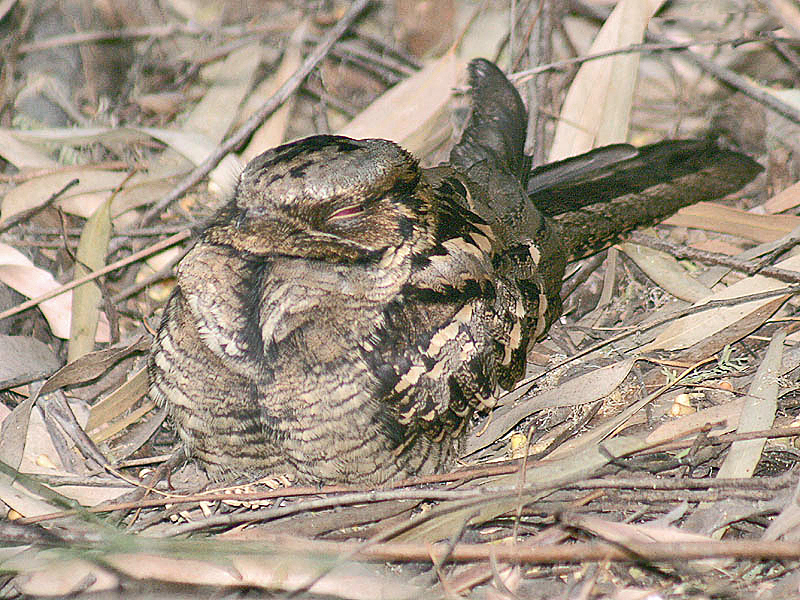
at Bharatpur, Rajasthan, Ấn Độ.

Cú muỗi đuôi dài (tên khoa học Caprimulgus macrurus) là một loài cú muỗi thuộc họ Cú muỗi. Chúng được tìm thấy ở Úc, Bangladesh, Bhutan, Brunei, Campuchia, CHND Trung Hoa, Ấn Độ, Indonesia, Lào, Malaysia, Myanma, Nepal, Pakistan, Papua New Guinea, Philippines, Singapore, Thái Lan, và Việt Nam.
Môi trường sinh sống tự nhiên của nó là rừng đất thấp ẩm nhiệt đới hoặc cận nhiệt đới, rừng ngập mặn nhiệt đới hoặc cận nhiệt đới hoặc rừng núi cao nhiệt đới và cận nhiệt đới.

## Hình ảnh

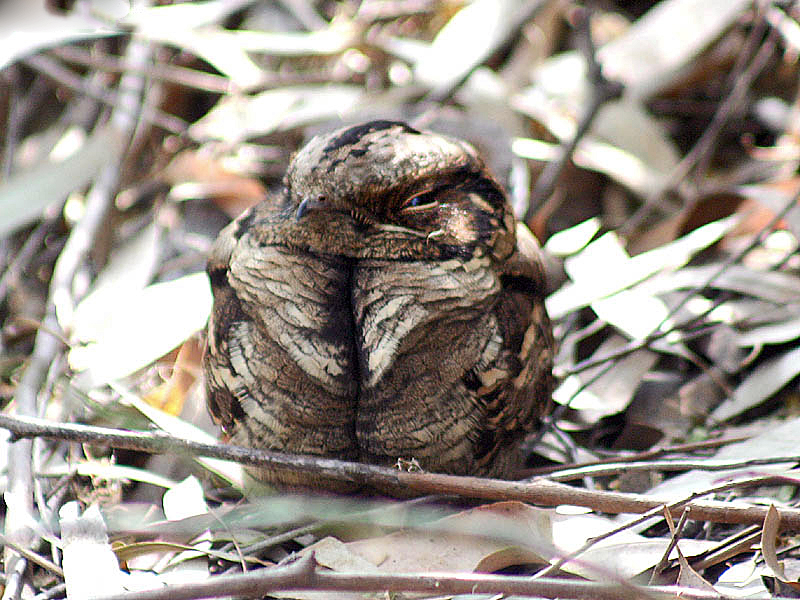
Tại Bharatpur, Rajasthan, Ấn Độ.
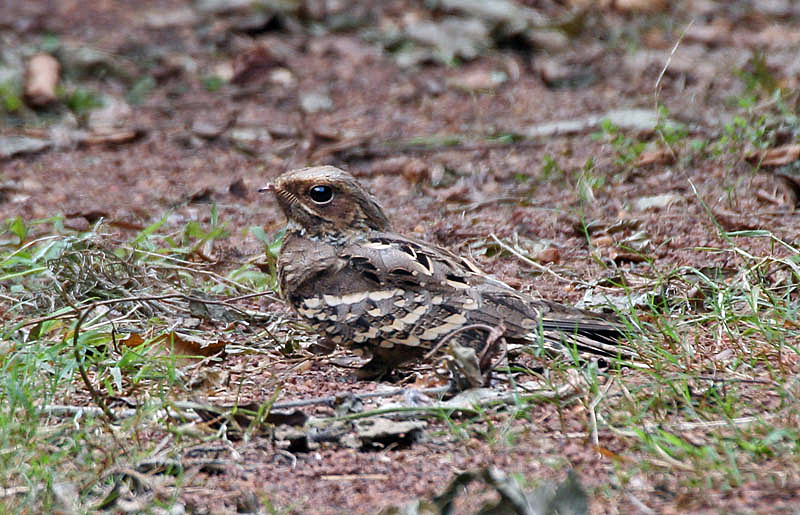
Con mái C. m. bimaculatus ở Narendrapur gần Kolkata, Tây Bengal, Ấn Độ.

## Tham khảo

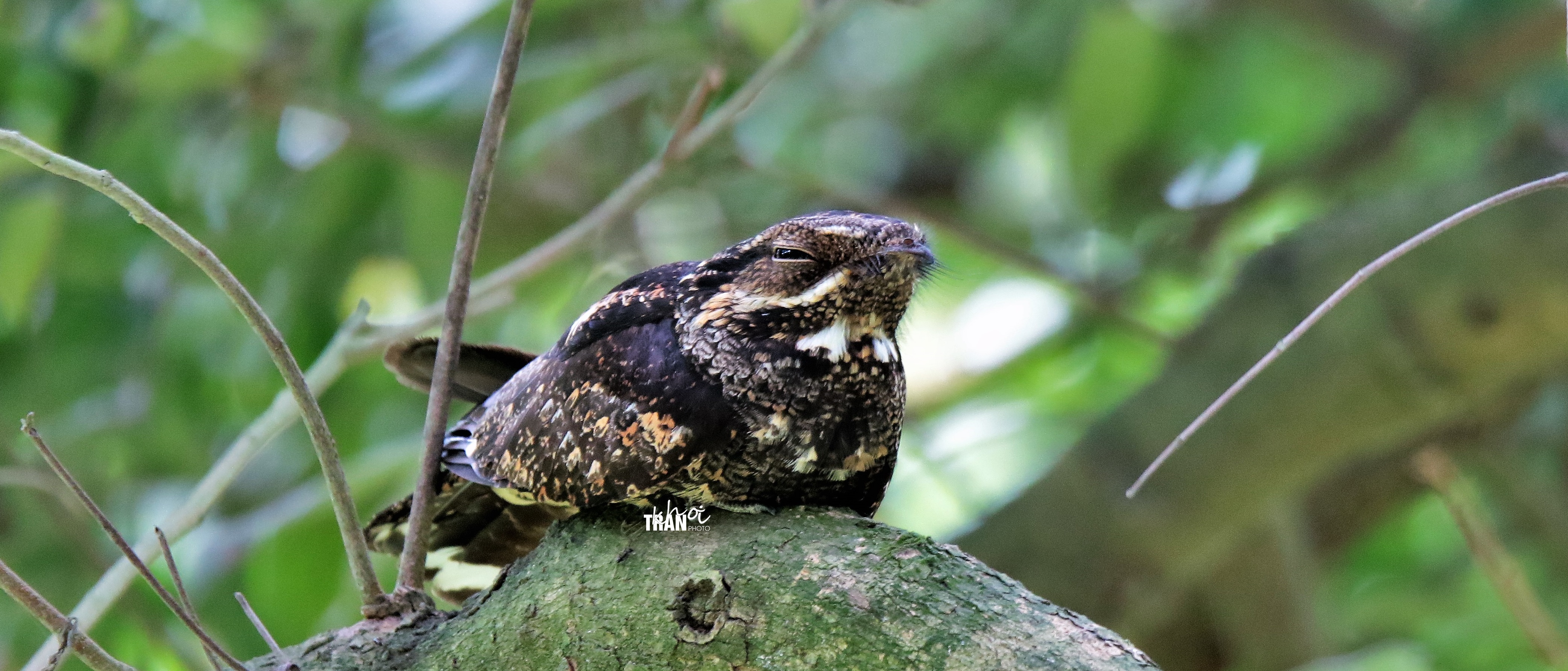
Cú muỗi đuôi dài chụp tại Hà nội 2019